# Georges Mollard
Pour les articles homonymes, voir Mollard.
Georges Mollard est un skipper français né le 25 avril 1902 à Cannes et décédé le 2 novembre 1986 à Cannes.

## Biographie
Georges Mollard participe en 8 m JI aux Jeux olympiques d'été de 1924 et remporte la médaille de bronze olympique sur le Namoussa, en compagnie de Louis Breguet, Pierre Gauthier, Robert Girardet et André Guerrier.